# Wanli
Wanli (萬曆) (Pechino, 4 settembre 1563 – Pechino, 18 agosto 1620) è stato un imperatore cinese della dinastia Ming.
Fu imperatore della Cina tra il 1572 e il 1620. Nato come Zhu Yijun (朱翊钧) e figlio dell'imperatore Longqing. Il suo regno di 48 anni fu il più lungo della dinastia Ming, della quale in tale periodo ebbe inizio il periodo di declino. Fu testimone dell'arrivo del primo missionario gesuita a Pechino, Matteo Ricci.

## Biografia

### Prima parte del regno (1572-1582)
Salì al trono all'età di 9 anni e trascorse i primi dieci anni del regno sotto la guida dello statista Zhang Juzheng (張居正), che nel periodo in cui fu reggente diede prova di grande abilità. In questo periodo Wanli ebbe grande rispetto per Zhang sia come mentore che come governante e trascorreva buona parte del proprio tempo tirando con l'arco, andando a cavallo e raffinando la propria calligrafia.
Appena fu nominato reggente, Zhang Juzheng diede il via a una riforma chiamata "regole per il rispetto degli antenati" con la quale fece un'opera di pulizia nell'amministrazione; fece ridurre il personale in eccesso e si iniziò a valutare l'efficienza degli impiegati. La riforma ebbe come risultato il miglioramento dell'amministrazione e fu la base per le successive riforme su territorio, finanza e forze armate. Zhang Juzheng risanò problemi sociali dello Stato senza intaccare il sistema politico e fiscale che si era data la dinastia Ming, anche se non sradicò la corruzione dei politici. Seppe inoltre proteggere il Paese dalle ambizioni espansionistiche di giapponesi, jurchen e mongoli pur riducendo le spese militari. Entro il 1580, Zhang accumulò una quantità enorme di argento, seconda solo al gettito fiscale decennale incassato dalla dinastia Ming.
I primi dieci anni del regno di Wanli portarono a una rinascita economica, culturale e militare della Cina, un periodo che fu chiamato "rinascimento Wanli" (萬曆中興). La prosperità raggiunta non si vedeva nel Paese dai tempi dei primi tre imperatori della dinastia, Yongle, Hongxi e Xuande, che regnarono tra il 1402 e il 1435. Dopo la morte di Zhang, Wanli fu finalmente libero di prendere autonomamente le decisioni, e vi fu un sostanziale regresso rispetto a molti dei miglioramenti del periodo precedente. Nel 1584 proclamò un editto con il quale confiscò tutto il patrimonio accumulato dal defunto reggente e iniziò a perseguitarne i famigliari. A partire dal 1586 fu in conflitto con i vassalli che gli contestarono la nomina a erede del proprio figlio e nell'ultima parte del suo regno non avrebbe più convocato il Consiglio di Stato, dando inizio al declino della dinastia.

### Seconda parte del regno (1582-1600)
Dopo la morte di Zhang Juzheng, Wanli assunse il controllo completo del Paese. Durante questa prima parte di regno dimostrò abilità e diligenza, l'economia continuò a prosperare, e la Cina continuò a essere estremamente potente. Si occupò ogni giorno degli affari di Stato presenziando alle riunioni di governo. I suoi primi diciotto anni di regno furono contrassegnati dalle vittorie in tre importanti conflitti.
Alla frontiera settentrionale dell'impero, uno dei comandanti Ming si ribellò stringendo alleanza con i mongoli per attaccare la Cina. Wanli affidò le operazioni militari al generale Li Chengliang e ai propri figli, che soffocarono la rivolta e ripresero con successo il controllo della regione.
Dopo aver unificato il Giappone, Toyotomi Hideyoshi inviò nel 1592 una flotta con 200.000 uomini a invadere la Corea. Con una serie di vittorie nella prima parte del conflitto, i giapponesi occuparono gran parte del Paese arrivando a minacciare la frontiera cinese. Wanli mandò quindi rinforzi in supporto ai coreani, diede asilo politico ai profughi che entravano in territorio cinese e mise in stato d'allerta la regione del Liaodong. Le prime due battaglie vennero perse dalle truppe cinesi, sotto il comando di Li Rusong, numericamente inferiori alle forze di invasione giapponesi. Wanli inviò allora un esercito di 80.000 uomini che costrinse i giapponesi a retrocedere verso sud e a dare il via ai negoziati di pace nel maggio 1593. I colloqui si conclusero con il ritiro di buona parte delle truppe di occupazione, che lasciarono 50.000 soldati a presidiare Pusan.
Le ultime offerte cinesi per risolvere la crisi giunsero in Giappone nell'autunno del 1596 e relegavano Toyotomi al ruolo di vassallo dell'Impero cinese. Questi si era illuso di aver vinto il conflitto e aveva ordinato il rientro delle truppe sicuro che gli sarebbe stato concesso di annettere le province coreane meridionali. Fu così che nel 1597 il Giappone invase nuovamente la Corea e, dopo una serie di vittorie per mare e per terra, le sue truppe giunsero ad assediare Seul. Il riorganizzato esercito coreano riuscì a respingere l'attacco con il grande supporto dell'esercito cinese e gli invasori tornarono sulle loro posizioni a Pusan. Nel periodo successivo coreani e cinesi mantennero sotto pressione le roccaforti giapponesi. L'occupazione ebbe termine dopo la morte di Toyotomi, avvenuta nel settembre 1598, e suoi successori ordinarono il definitivo ritiro delle truppe.
Nel 1589 scoppiò nel Guizhou la ribellione di Yang Yin Long, quando la Cina era ancora in guerra contro il Giappone, e presto si propagò nel Sichuan e nello Huguang. Wanli poté inizialmente inviare solo 3.000 uomini per soffocare la rivolta. Questi soldati vennero completamente annientati e nella battaglia morì anche il comandante Ming Yang Guo Zhu. Conclusa la guerra contro il Giappone, Wanli spostò la sua attenzione su Yang Yin Long inviando nuove truppe agli ordini dei generali Guo Zhi Zhang e Li Huo Long, che sconfissero il ribelle e lo condussero nella capitale.
Dopo questi tre conflitti, Wanli smise di recarsi alle riunioni mattutine del Consiglio di corte.

### Ultima parte del regno

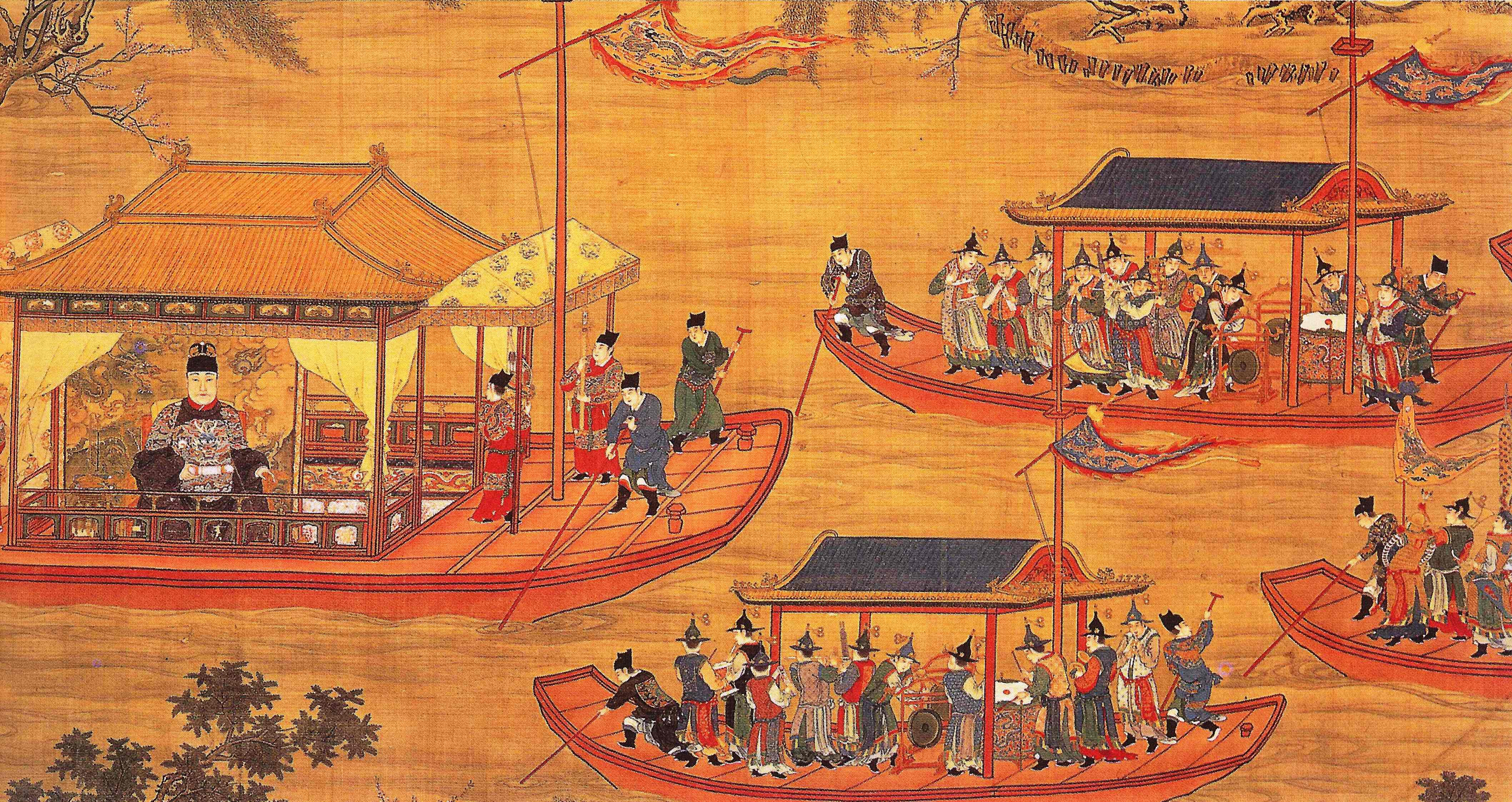
Un dipinto a dimensioni reali che rappresenta l'imperatore Wanli (nella gerarchia iconografica di dimensioni superiori alle altre figure) divertirsi su una barca di fiume insieme ad un grande gruppo di guardie e uomini di corte.

Negli ultimi anni del suo regno, Wanli fu alienato dal proprio ruolo di imperatore, partecipò raramente agli affari di stato e per anni rifiutò di ricevere i suoi stessi ministri o i loro rapporti. Rifiutò inoltre di nominare i nuovi funzionari dell'amministrazione statale, che divenne sempre più sottodimensionata. Si dedicò invece con impegno alla costruzione del suo stesso mausoleo, una magnifica struttura che richiese anni per essere completata.
L'imperatore visse un periodo di profonda disillusione per gli attacchi moralisti portatigli dai suoi ministri, arroccati in un'astratta ortodossia confuciana. Tra gli ottanta e novanta del XVI secolo, Wanli desiderò ardentemente nominare principe ereditario il terzogenito maschio Zhu Changxun, primo figlio avuto dalla sua consorte preferita Zheng. Molti dei suoi potenti ministri si mostrarono contrari a questa ipotesi per la regola che imponeva la nomina del primogenito maschio. Ebbe inizio uno scontro tra Wanli e i suoi funzionari che durò più di quindici anni. L'imperatore alla fine cedette, e nell'ottobre 1601 nominò erede al trono Zhu Changluo, che sarebbe diventato imperatore con il nome Taichang. Contrariato dal fatto di aver ceduto ai ministri, Wanli fece una sorta di resistenza passiva rifiutando di adempiere ai propri doveri di Stato e di fatto intralciando l'operato del governo, con gravi conseguenze interne e con l'estero. Non smise inoltre di esprimere dissenso per la nomina a erede di Zhu Changluo.
Durante questo periodo, la minaccia dei manciù divenne concreta. Gli jurchen vennero guidati alla conquista dei territori dell'odierna Manciuria dal genio militare di Nurhaci, il quale creò quindi il tardo impero Jin, che divenne per la Cina una minaccia immediata. Dopo vent'anni di malfunzionamento, l'esercito della dinastia Ming era in declino, mentre i manciù pur essendo numericamente esigui, erano più potenti e fieri. Nella grande battaglia di Nun Er Chu del 1619, la dinastia Ming inviò una forza di 200.000 uomini contro l'impero Jin che contava solo 60.000 uomini, con 45.000 come forza principale e i generali Dai Shan e Huang Taji che controllavano sui fianchi 7.500 soldati ciascuno. Dopo cinque giorni di battaglia, l'esercito Ming ebbe più di 100.000 caduti e il 70% delle provviste era andato perduto. Da questo momento la dinastia Ming iniziò a perdere il controllo che aveva sui manciù, i quali avrebbero finito per rovesciarla e fondare la dinastia Qing.

### Scandalo
Nel 1615 la corte di Pechino fu colpita da un nuovo scandalo, un uomo di nome Zhang Chai (张差), armato solo di un bastone di legno riuscì a disarmare gli eunuchi a guardia delle porte, e fece irruzione nel palazzo Ci-Qing (慈庆宫) e successivamente negli alloggi del principe ereditario. Zhang Chai venne fermato e messo in prigione. Inizialmente l'uomo venne riconosciuto come pazzo, ma durante ulteriori indagini da parte del magistrato Wang Zicai (王之采), confessò di essere coinvolto in un complotto orchestrato da due eunuchi al soldo di Zheng, la consorte preferita dell'imperatore.
Secondo la confessione di Zhang Chai, i due eunuchi gli avevano promesso un premio se avesse ucciso il principe ereditario, di fatto coinvolgendo Zheng. Presentate le prove incriminanti e vista la gravità delle accuse, Wanli volle presiedere di persona il caso per scagionare Zheng, e fece ricadere l'intera colpa sui due eunuchi che furono giustiziati insieme a Zhang Chai. Questi eventi divennero noti come il "caso dell'assalto col bastone di legno" (梃击案), uno dei tre famosi "misteri" della parte finale della dinastia Ming.

## Famiglia

### Consorti
- Imperatrice Xiaoduan (?-1620), non ebbe figli.
- Imperatrice Xiaojing (1565-1612), madre dell'imperatore Taichang. Inizialmente cameriera di corte dell'imperatrice vedova, venne notata da Wanli; tuttavia Wanli favoriva solo Zheng ignorando totalmente Xiaojing, quindi Taichang non venne nominato principe ereditario fino al 1601. L'imperatore Wanli fu l'unico imperatore della dinastia Ming ad essere sepolto con due mogli.

### Concubine degne di nota
- Zheng (1567?-1630), amante preferita di Wanli, che gli diede nel 1586 il terzogenito, Zhu Changxun. Wanli non poté promuovere Zheng a imperatrice durante il suo regno, così come suo figlio Zhu Changxun a principe ereditario, a causa dell'opposizione dei suoi ministri. Wanli promosse l'amante Zheng a imperatrice sul suo letto di morte solo nel 1620. Comunque, quest'ordine non fu mai rispettato dai suoi ufficiali.

## Eredità e morte
Il regno di Wanli rappresentò il declino dei Ming. È stato detto che la caduta della dinastia Ming non fu dovuta al governo dell'imperatore Chongzhen, ma al malgoverno di Wanli. Il suo rifiuto di svolgere le funzioni imperiali diede il potere decisionale agli eunuchi di corte, che formarono diversi clan in lotta tra loro. Crebbe l'insoddisfazione e un gruppo di studiosi e attivisti politici leali a Zhu Xi e contro Wang Yangming, crearono il movimento Donglin, un gruppo politico che portava avanti ideali etici e morali cercando di influenzare il governo.
Nell'ultima parte del suo regno aumentarono le pressioni fiscali e militari sulla popolazione quando i manchu iniziarono gli attacchi alle frontiere settentrionali. I loro saccheggi alla fine avrebbero condotto nel 1644 al rovesciamento della dinastia Ming. L'imperatore Wanli morì nel 1620 e venne sepolto a Dingling (定陵), oggi nel distretto di Changping, alla periferia di Pechino. La sua tomba è una delle più grandi della Cina, ed è una delle due sole aperte al pubblico.
Nel 1997, il Ministro della Pubblica Sicurezza cinese pubblicò un libro che riportava i risultati dell'analisi delle ossa dell'imperatore Wanli eseguita nel 1958, nelle quali furono trovati residui di morfina a livelli così elevati da provare la dipendenza dell'imperatore dall'oppio e che ne avesse ingerito ingenti quantità, un'abitudine molto diffusa alla corte dei Ming dal 1483.

## Filmografia
- Atlantide - La grande muraglia, documentario, interpretato da Edward Choy.